# Gmina Małdyty
Die Gmina Małdyty ist eine Landgemeinde im Powiat Ostródzki der Woiwodschaft Ermland-Masuren in Polen. Ihr Sitz ist das gleichnamige Dorf (deutsch Maldeuten) mit etwa 1550 Einwohnern.

## Geographie

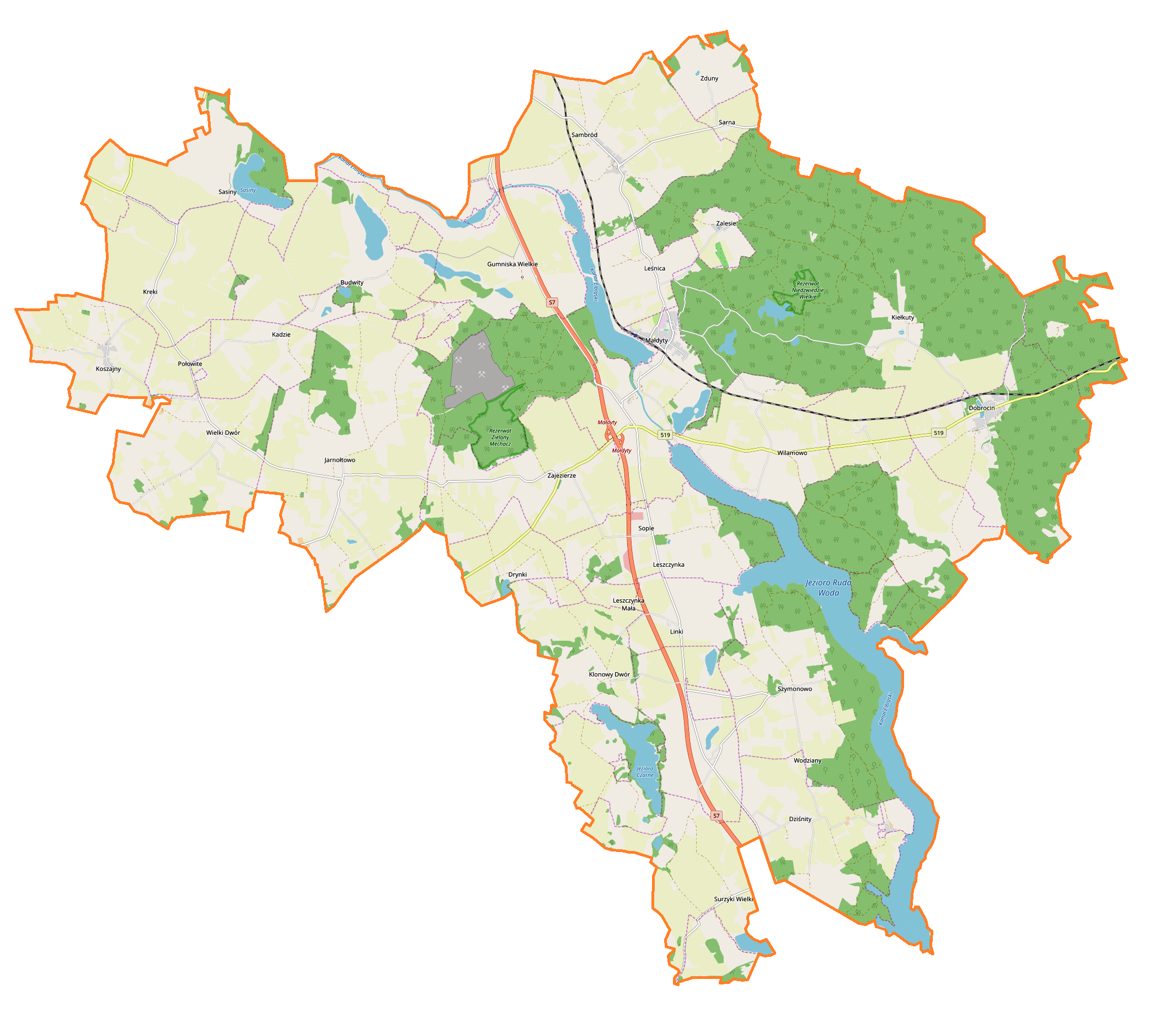
Karte der Gemeinde

Die Gemeinde liegt im Westen der Woiwodschaft und grenzt dort an die Woiwodschaft Pommern. Die Kreisstadt Ostróda (Osterode i. Ostpr.) liegt etwa 15 Kilometer südöstlich. Nachbargemeinden sind Rychliki im Nordwesten, Pasłęk im Norden, Morąg im Osten, Miłomłyn im Süden, Zalewo im Südwesten und in der Woiwodschaft Pommern Gmina Stary Dzierzgoń im Westen.
Die Landgemeinde hat eine Fläche von 188,9 km² von der 60 Prozent land- und 24 Prozent forstwirtschaftlich genutzt werden. Zu ihrem Gebiet gehören einige Rinnenseen, von denen der Ruda Woda (Röthloffsee) mit 655 Hektar der größte ist. Er wird vom Oberländischen Kanal (Kanał Elbląski) durchzogen.

## Geschichte
Die Gemeinde wurde 1973 wieder gegründet, nachdem sie von 1954 bis 1972 in Gromadas aufgeteilt wurde. Ihr Gebiet gehörte von 1946 bis 1998 zur Woiwodschaft Olsztyn mit 1950 und 1975 geändertem Zuschnitt und bis 1975 zum Powiat Morąski. Zum 1. Januar 1999 wurde die Woiwodschaft Ermland-Masuren neu gebildet, die dem polnischen Teil der ehemaligen Provinz Ostpreußen entspricht und die Gemeinde kam zum Powiat Ostródzki.

## Gliederung
Zur Landgemeinde (gmina wiejska) Małdyty gehören 21 Dörfer (deutsche Namen amtlich bis 1945) mit einem Schulzenamt (sołectwo). Kleinere Orte der Gemeinde sind den Schulzenämtern zugeordnet:
| Nr. | Schulzenamt      | zugehörige Orte  | deutscher Name      |
| --- | ---------------- | ---------------- | ------------------- |
| 1.  | Budwity          | Budwity          | Bauditten           |
|     |                  | Budyty           | Vorwerk Boditten    |
|     |                  | Gizajny          | Gischainen          |
|     |                  | Niedźwiada       | Glocken             |
| 2.  | Dobrocin         | Dobrocin         | Groß Bestendorf     |
|     |                  | Kiełkuty         | Alt Kelken          |
|     |                  | Kozia Wólka      | Klein Bestendorf    |
| 3.  | Drynki           | Drynki           | Drenken             |
|     |                  | Pleśno           | Plössen             |
| 4.  | Dziśnity         | Dziśnity         | Dosnitten           |
|     |                  | Surzyki Małe     | Klein Sauerken      |
|     |                  | Surzyki Wielkie  | Groß Sauerken       |
|     |                  | Szymonówko       | Klein Simnau        |
| 5.  | Gumniska Małe    | Gumniska Małe    | Klein Rüppertswalde |
| 6.  | Gumniska Wielkie | Gumniska Wielkie | Groß Rüppertswalde  |
| 7.  | Jarnołtowo       | Jarnołtowo       | Groß Arnsdorf       |
|     |                  | Jarnołtówko      | Klein Arnsdorf      |
| 8.  | Kadzie           | Kadzie           | Eichhorst           |
| 9.  | Klonowy Dwór     | Klonowy Dwór     | Höfen               |
|     |                  | Kanty            | Groß Kanten         |
|     |                  | Smolno           | Schmolehnen         |
| 10. | Koszajny         | Koszajny         | Koschainen          |
| 11. | Kreki            | Kreki            | Kröken              |
|     |                  | Bartno           | Reichbarten         |
|     |                  | Sasiny           | Sassen              |
| 12. | Leśnica          | Leśnica          | Freiwalde           |
|     |                  | Zalesie          | Pfalsdorf           |
| 13. | Linki            | Linki            | Gut Linkenau        |
|     |                  | Leszczynka Mała  | Linkenau            |
| 14. | Małdyty          | Małdyty          | Maldeuten           |
| 15. | Sambród          | Sambród          | Samrodt             |
|     |                  | Sambród Mały     | Klein Samrodt       |
|     |                  | Karczemka        | Hoffnungsmühle      |
|     |                  | Rybaki           | Fischerbuden        |
|     |                  | Sarna            | Rehberg             |
|     |                  | Zduny            | Bürgerhöfen         |
| 16. | Sople            | Sople            | Zöpel               |
| 17. | Szymonowo        | Szymonowo        | Groß Simnau         |
|     |                  | Plękity          | Plenkitten          |
| 18. | Wielki Dwór      | Wielki Dwór      | Ankern              |
|     |                  | Połowite         | Pollwitten          |
| 19. | Wilamowo         | Wilamowo         | Groß Wilmsdorf      |
|     |                  | Wilamówko        | Klein Wilmsdorf     |
|     |                  | Naświty          | Naasewitt           |
|     |                  | Ględy            | Gallinden           |
| 20. | Wodziany         | Wodziany         | Wodigehnen          |
|     |                  | Bagnity          | Bagnitten           |
| 21. | Zajezierze       | Zajezierze       | Seegertswalde       |
|     |                  | Fiugajki         | Figaiken            |

Kątki (Klein Kanten) ist heute eine Wüstung.

## Verkehr
Die Schnellstraße S7 von Danzig nach Warschau durchzieht die Gemeinde von Norden nach Süden. Von Ost nach West verläuft die Woiwodschaftsstraße DW519 von Stary Dzierzgoń (Alt Christburg) nach Morąg (Mohrungen).
An der Bahnstrecke Olsztyn–Bogaczewo bestehen die Stationen Małdyty und Dobrocin. – An der ehemaligen Bahnstrecke Małdyty–Malbork bestanden neben Małdyty die Stationen Budwity mit dem „Kaiserpavillon“ genannten Empfangsgebäude und Połowite.
Der nächste internationale Flughafen ist Danzig.